# Obuchovo, Moskva oblast

Stadsvapen.

Obuchovo (ryska: Обухово) är en stad i Moskva oblast i Ryssland.

## Sport
Obuchovo är ett av Rysslands bandyfästen. Sportivnij Klub Obuchovo var en av de första ryska klubbarna som spelade på konstfrusen is. Världsmästerskapet i bandy F17 2011 hölls i Obuchovo, liksom U23-världsmästerskapet i bandy för herrar 2011.

### Fotnoter
1. ↑  ”Knapp förlust i U23-VM”. Svenska dagbldet. 20 december 2011. https://www.svd.se/knapp-forlust-i-u23-vm. Läst 5 mars 2017.